# Diana Cam Van Nguyen
Diana Cam Van Nguyen (* 30. listopadu 1993, Cheb) je česká režisérka a výtvarnice vietnamského původu. Je autorkou několika oceňovaných krátkých filmů (Malá, Milý tati), které získaly řadu ocenění u nás i v zahraničí.

## Život
Narodila se a vyrůstala v Chebu, kde vystudovala gymnázium. Poté se přestěhovala do Prahy, kde studovala design nábytku na Střední uměleckoprůmyslové škole. Absolvovala Katedru animované tvorby na FAMU pod vedením Michaely Pavlátové.

## Dílo
Její dílo se vyznačuje hravou a inspirativní kombinací animovaných a dokumentárních pasáží (animovaný dokument) a výraznou autobiografičností. Bakalářský film Malá (2018) získal cenu za nejlepší dokumentární film pro děti ECFA Doc Award na Berlinale 2019. 
Následující snímek Spolu sami (2018) měl svoji mezinárodní premiéru na Mezinárodním filmovém festivalu v Rotterdamu v sekci Voices shorts, byl rovněž oceněn na MFDF Jihlava jako Nejlepší český experimentální dokumentární film 2018. 
Za svůj poslední film Milý tati, snovou korespondenci se svým otcem, získala Cenu české filmové kritiky za nejlepší krátký film i Českého lva v kategorii Nejlepší krátký film a Cenu Magnesii za nejlepší studentský film. Oceněn byl také jako nejlepší krátký studentský film na festivalu animovaného filmu Anifilm, kde rovněž získal ocenění ve stejné kategorii v rámci národní soutěže Český obzor. 
Objevila se v epizodní roli ve filmu A pak přišla láska... (2022) a v seriálu Zrádci (2020), ve kterém je rovněž spolu s Barborou Halířovou autorkou animované pasáže pojednávající o jedné z postav. Je také režisérkou animovaných sekvencí v celovečerním filmu hraném filmu Matěje Chlupáčka Úsvit (2023).
V roce 2023 se umístila v žebříčku 30 pod 30 v české verzi magazínu Forbes. V rámci tohoto speciálního čísla vyšel také rozhovor, v němž uvedla, že připravuje svůj první celovečerní film. Ten by měl nést název Mezi světy a produkovat by jej měla společnost 13ka společně s nutprodukcia.

## Filmografie

### Studentská cvičení
- Titulek (2014)
- Fronta (2015)

### Samostatné filmy
- Turista (2014)
- Spolu sami  (2017)
- Malá (2018)
- Milý tati (2021)

### Spolupráce na jiných projektech
- Zrádci (režie Viktor Tauš a Matěj Chlupáček, 2020)
- Úsvit (režie Matěj Chlupáček, 2023)

## Ocenění
- Stříbrná medaile předsedy Senátu[10]